# Live: Entertainment or Death
Live: Entertainment or Death är ett livealbum från 1999 av Mötley Crüe. Det samlar liveinspelningar av gruppen från 1982 till 1999.

## Låtlista

### Skiva ett
1. "Looks That Kill" - 6:07
2. "Knock 'em Dead, Kid" - 3:36
3. "Too Young to Fall in Love" - 3:41
4. "Live Wire" - 4:18
5. "Public Enemy #1" - 4:53
6. "Shout at the Devil" - 4:19
7. "Merry-Go-Round" - 3:23
8. "Ten Seconds to Love" - 4:46
9. "Piece of Your Action" - 4:06
10. "Starry Eyes" - 4:38
11. "Helter Skelter" - 4:17

### Skiva två
1. "Smokin' in the Boys Room" - 5:16
2. "Don't Go Away Mad (Just Go Away)" - 4:14
3. "Wild Side" - 5:33
4. "Girls Girls Girls" - 4:48
5. "Dr. Feelgood" - 5:14
6. "Without You" - 3:05
7. "Primal Scream" - 5:39
8. "Same Ol' Situation (S.O.S.)" - 4:29
9. "Home Sweet Home" - 4:07
10. "Kickstart My Heart" - 5:40